# Myotis ciliolabrum
Myotis ciliolabrum — вид роду Нічниця (Myotis).

## Поширення, поведінка
Проживання: Канада (Альберта, Британська Колумбія, Саскачеван), Мексика, США (Аризона, Каліфорнія, Колорадо, Айдахо, Канзас, Монтана, Небраска, Невада, Нью-Мексико, Північна Дакота, Оклахома, Орегон, Південна Дакота, Техас, Юта, Вашингтон, Вайомінг). Має широкий екологічний діапазон, від оголення гірських порід на відкритих луках до каньйонів біля підніжжя гір і до низьких гір з лісом жовтої сосни. Денні сідала включають в себе тріщини і щілини в скелях, під корою дерев, у шахтах і печерах, а іноді і в оселях людей.